# بيري بيركانين
بيري بيركانين (بالإنجليزية: Perry Pirkanen)‏ هو ممثل أمريكي، ولد في 1901 في الولايات المتحدة.

## أعمال

### أفلام
- (1980) إبادة أكلة لحوم البشر

## وصلات خارجية
- بيري بيركانين على موقع IMDb (الإنجليزية)
- بيري بيركانين على موقع ألو سيني (الفرنسية)
- بيري بيركانين على موقع أول موفي (الإنجليزية)
- بيري بيركانين على موقع قاعدة بيانات الفيلم (الإنجليزية)
- بيري بيركانين على موقع كينوبويسك (الروسية)